# Industria cinematográfica
El término industria cinematográfica describe a todas las ramas económicas de la producción y distribución de películas en el cine o la televisión. Entre ellas cuentan las empresas productoras o distribuidoras de trabajos cinematográficos.

## Producción
La creación de un trabajo cinematográfico es un proceso muy costoso que involucra a docenas de personas antes, durante y después del rodaje. Durante la filmación puede haber una plantilla de entre 5 (ej. reportaje) y 100 personas, y por ello es de crucial importancia la financiación de las películas. En 2005 se produjeron en todo el mundo 4603 largometrajes. Las beneficios por país los lideran los Estados Unidos junto a Canadá, seguida por China, Reino Unido, Japón y la India.

## Financiamiento
El productor de una película puede decidir entre muchos tipos de financiamientos. Entre los más comunes se encuentran los siguientes:
Préstamos bancarios: Esta modalidad se basa en la demanda de un préstamo al banco con la promesa de pagarlo en la fecha estipulada a los intereses convenidos por ambas partes. El riesgo de tener solo este tipo de financiamiento es que el pago de la deuda es obligatorio, ya sea que haya tenido utilidades o no la película. Por tanto, existe el peligro de que los beneficios económicos cosechados con la distribución del filme sean inferiores a los pagos de la deuda bancaria, de tal forma que la inversión habrá sido negativa en términos financieros. 
Inversionistas: Se basa en el financiamiento de un proyecto a manos de personas ajenas a la producción cinematográfica, con la condición de tener reparto en las utilidades o beneficios del proyecto. En la mayoría de los casos los productores optan por esta opción, no porque no tengan el dinero para financiar su proyecto, sino porque el riesgo del proyecto se reduce. En otras palabras, de la misma forma en que los beneficios se reparten en el hipotético caso de tratarse de un proyecto ganador que recaude una buena suma de dinero con su difusión, los gastos también se reparte en el caso de que el proyecto haga quiebra, lo cual aporta seguridad y estabilidad.
Preventa del proyecto: Este tipo de financiamiento consiste en la recaudación de dinero por medio de la venta de los derechos de distribución y exhibición de la película. A pesar de que esta entrada de dinero disminuye en gran parte el riesgo de la película, no se recibirá dinero hasta el momento en cual se haya terminado la película, de tal manera que resulta un modo en el cual el productor se limita. Un ejemplo de este método de financiamiento son las empresas Netflix y HBO, puesto que ambas subvencionan proyectos a cambio de adquirir los derechos de los mismos y así poder exhibirlos en su plataforma.

## Alquiler y distribución de películas
En las mayores potencias del mundo occidental, por lo que al sector de la industria cinematográfica se refiere, está dominado por las empresas estadounidenses. Incluso antes de la Primera Guerra Mundial se pudo crear un tejido industrial que abarcaba desde la producción hasta el lanzamiento al mercado de una pieza cinematográfica. Por otro lado, el mercado europeo está dividido en muchos países e idiomas, viéndose sacudidos por las dos guerras mundiales. Las empresas productoras y de distribución de películas tienen un tamaño mucho menor y suelen subsistir con la ayuda de subvenciones estatales.

## Cines y visitantes
En la Unión Europea, en 2004 se vendieron aproximadamente mil millones de entradas de cine, la mayoría en Francia, con alrededor de 195 millones, seguido de Alemania, el país de la Unión más poblado, con 156,7 millones.[cita requerida]
Dependiendo de las subvenciones públicas, el porcentaje de entradas para cintas de producción nacional varía entre el 1,7 % (es el caso de Bélgica) y el 38,4 % (es el caso de Francia). La media europea de entradas para ver producciones europeas es del 25 %, mientras que las estadounidenses copan el 60 %.